# Sublime porta

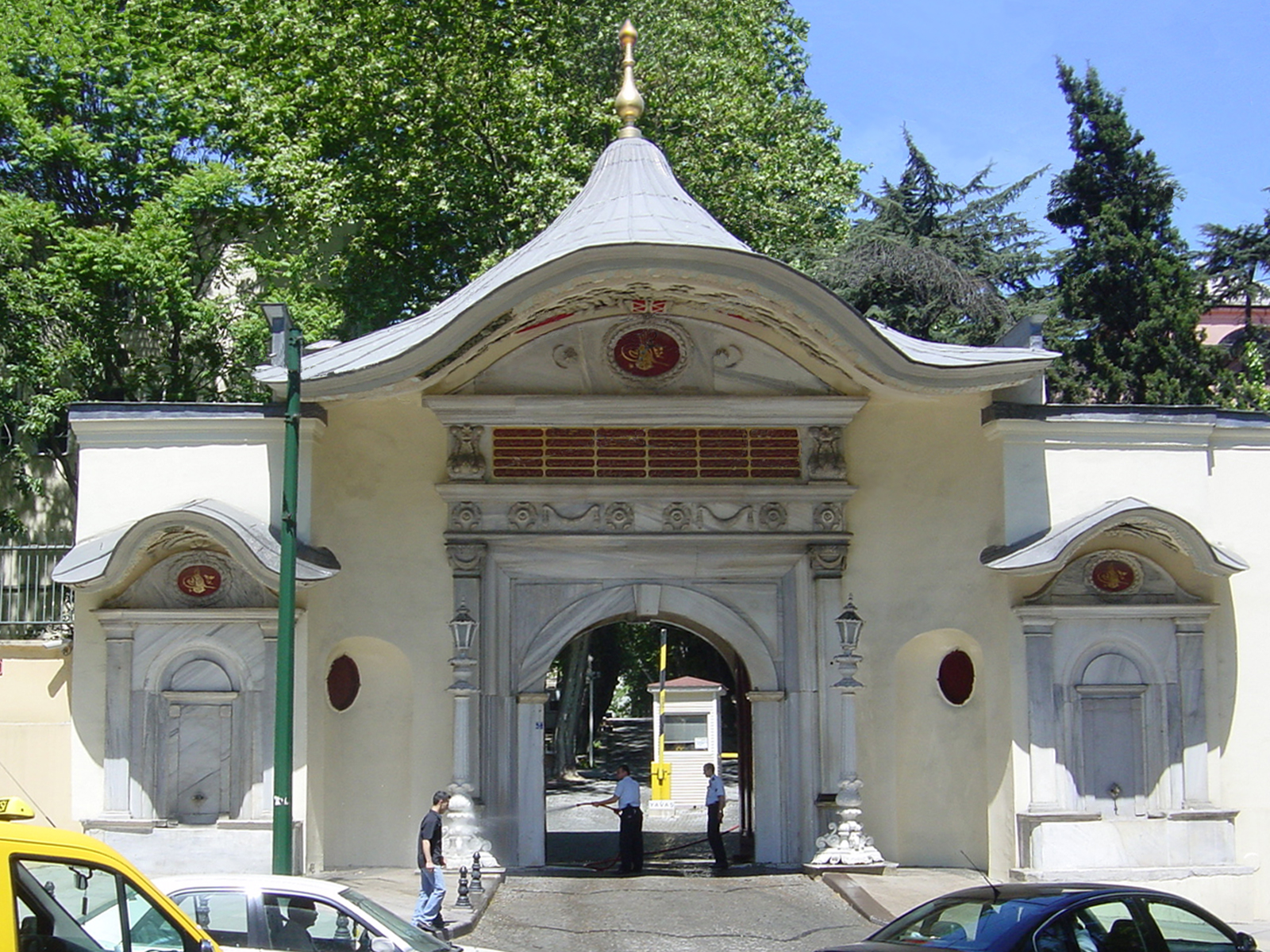
La Sublime Porta oggi

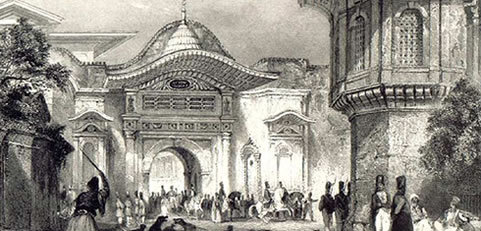
La Sublime Porta in epoca ottomana.

Sublime porta (in turco Bab-ı Ali, in arabo باب عالی‎?), ossia "Porta Superiore o Suprema", o anche Porta ottomana, è uno degli elementi architettonici più noti del Palazzo di Topkapı di Istanbul, antica residenza del sultano ottomano. L'espressione, nel corso dei secoli, è stata usata come metonimia per indicare il governo dell'Impero ottomano.

## Origine dell'espressione
La locuzione deriva dal portale, situato a Istanbul nelle immediate vicinanze del Palazzo di Topkapı, che conduceva al quartier generale del Gran visir, dove il sultano teneva la cerimonia di benvenuto per gli ambasciatori stranieri. L'uso ha origine dal francese che era la lingua franca della diplomazia europea. In seguito passò ad indicare il Ministero degli Esteri e in epoca contemporanea l'ufficio del governatore (Wali) della Provincia di Istanbul. Il nome è stato interpretato anche come riferimento alla posizione dell'Impero Ottomano, come punto di passaggio tra Europa ed Asia. 
Nell'antica società turco-mongola la soglia della tenda del khan era il luogo della giustizia, dove il sovrano sedeva per giudicare. Era protetta dalla divinità tanto che calpestarla era un delitto punito con la condanna a morte, come sperimentò un compagno di Guglielmo di Rubruck che, dopo averla toccata con un piede, riuscì a salvarsi solo sostenendo di non conoscere quella legge.
Nell'impero ottomano il termine "Sublime Porta" (Bābı ‘Āli) fu utilizzato prima di tutto per indicare il palazzo imperiale, il luogo dove si riuniva il consiglio di stato (divan) e in particolare la terza porta detta anche "Porta della Felicità". Al di là di essa stava l'inaccessibile residenza imperiale il cui simbolismo rimandava al Paradiso islamicoG 
Come sinonimo di stato ottomano esso fu usato solo in seguito. Dopo il 1654 il divan non si riunì più nel Topkapı, bensì nel palazzo dei Gran visir cui vennero delegati i poteri stessi del sultano. "Sublime Porta" fu definita quindi, in un primo tempo, la residenza ufficiale del Gran visir e, dall'ultimo quarto del XVIII secolo, anche l'Impero stesso.